# Brecht Dewyspelaere
Brecht Dewyspelaere (Roeselare, 17 januari 1992 – 8 april 2023) was een Belgisch volleyballer die speelde als receptie-aanvaller. 

## Levensloop
Dewyspelaere speelde al van jongs af aan bij Roeselare en in het seizoen 2008–'09 werd hij met deze ploeg Vlaams kampioen. Het daarop volgende seizoen maakte hij deel uit van de 1e ploeg en werd hij landskampioen. In seizoen 2010–'11 ging hij aan de slag bij  Doskom Moorslede en vervolgens VT Lendelede. Sinds 2012–'13 kwam hij uit voor het Zuid-Westvlaamse VT Marke-WeBis. In 2020 speelde Dewyspelaere bij deze club zijn laatste seizoen.
Hij overleed op 31-jarige leeftijd na een aortaruptuur tijdens een fietstocht.